# Occhi
Occhi [ɔ'k:i], obitelj je venecijanskih tiskara. Poznatiji članovi obitelji su:
- Bartolomeo (Bartolo, Bartul), tiskar i knjižar djelovao je u Veneciji 1700. – 1743. godine, te je bio prvi i najznačajniji tiskar hrvatskih knjiga iz obitelji Occhi. Na hrvatskom jeziku tiskao je "Jarula" J. Barakovića i "Život kraljice Olive" K. Ivanovića 1702. godine, potom sljedeće, 1703. godine, "Suze sina razmetnoga" Ivana Gundulića (koja je tada otisnuta u četiri izdanja), na kraju kojega se nalazio prvi katalog s 23 naslova hrvatskih knjiga koje su se kod njega mogle kupiti. U proslovu se jezik na kojem su pisane naziva Lingua Schiaua, a u proslovima kataloga iz 1709. s 51 naslovom (uz Život Svete Katarine M. Divkovića) te iz 1712. s 52 naslova (uz Cvijet od kriposti Pavla Posilovića) koristio se naziv hervaschi, lingua Illirica i Yazik Slovigniski.
- Simone (Scimun), tiskar i knjižar tiskao je hrvatske knjige od 1743. do 1764., njegovo se ime pojavljuje u impresumu izdanja sve do 1840. godine; pretpostavlja se da su mu nasljednici bili istoga imena ili su se koristili njegovim imenom.
- Domenico, knjižar (1702. – 1762.) brat je poznatijega Simonea, zajedno s Antonijem Bortolijem objavljivao je venecijanske kalendare (1742–53).
- Carlo Antonio (Karlo Antun), tiskar (Venecija – Dubrovnik, 29. prosinca 1787.) otvorio je prvu tiskaru u Dubrovniku 1782. godine u kojoj je objavljivao djela na hrvatskome, uglavnom vjerskoga značaja.

## Vanjske poveznice
- Uloga obitelji Occhi u razvitku hrvatskog tiskarstva i stare knjige  Arhivirana inačica izvorne stranice od 4. ožujka 2016. (Wayback Machine)